# Prednisone
Il prednisone è un glucocorticoide sintetico di solito assunto per via orale, ma può essere anche somministrato per via IM (iniezione intramuscolare) e può essere usato per molte condizioni. Il prednisone è convertito dal fegato nel prednisolone, il quale è la forma attiva (il prednisone non ha alcun effetto biologico).
È un farmaco piuttosto conosciuto perché è frequentemente prescritto in associazione a un antibiotico per trattare la sintomatologia di varie infezioni: l'antibiotico si occupa di eradicare l'infezione, mentre il prednisone risolve sintomi come febbre, spossatezza e via dicendo.

## Avvertenze
Modalità di somministrazione: durante il trattamento con prednisone si consiglia di effettuare regolari controlli della pressione arteriosa, della glicosuria, della kaliemia e di ridurre l'assunzione di sodio per prevenire una possibile ritenzione idrosalina; è inoltre opportuno valutare periodicamente la funzionalità dell'asse ipotalamo-ipofisi-surrenale (test del cortisolo urinario libero e test della stimolazione con ACTH). In genere viene utilizzato come crema o gel in modalità topica.
Modalità di sospensione: sospendere il trattamento col prednisone in modo graduale, in quanto la brusca sospensione del farmaco può provocare sintomi di astinenza e insufficienza renale surrenalica secondaria. I sintomi di astinenza, che si possono manifestare anche in pazienti che non presentano insufficienza surrenalica, comprendono febbre, malessere, mialgie e artralgie.
Vaccinazioni: la somministrazione di vaccini vivi o attenuati è controindicata nei pazienti che assumono dosi immunosuppressive di corticosteroidi. I vaccini inattivati possono essere somministrati, ma la risposta anticorpale potrebbe essere ridotta.
Infezioni: i corticosteroidi possono mascherare i segni di infezione che possono insorgere durante il trattamento.
Infezioni oculari: somministrare con cautela in caso di infezioni oculari dovute ad infezioni fungine o virali o ad Herpes simplex (rischio di perforazione della cornea).
Tubercolosi (TBC) latente: in caso di tubercolosi latente o nei pazienti con risposta positiva alla tubercolina, l'uso del prednisone richiede cautela e un attento monitoraggio, perché potrebbe indurre una riattivazione della malattia. Se la terapia corticosteroidea prevede tempi di somministrazione prolungati, è necessario istituire un trattamento di chemioprofilassi.
Tubercolosi (TBC) attiva: nei pazienti con tubercolosi attiva, il prednisone può essere somministrato solo in caso di tubercolosi fulminante o disseminata, in associazione alla terapia antitubercolare.
Patologie virali: la somministrazione di prednisone può favorire l'instaurarsi di infezioni virali quali morbillo e varicella. L'esposizione al virus della varicella durante la terapia corticosteoidea sistemica o nei tre mesi successivi richiede un trattamento di immunizzazione passiva con immunoglobuline per varicella-zoster. Le immunoglobuline dovrebbero essere somministrate preferenzialmente entro 3 giorni dall'esposizione e non oltre i 10 giorni. In caso di esposizione al virus del morbillo trattare i pazienti non immunizzati con immunoglobuline intramuscolari normali.
Ipotiroidismo, insufficienza epatica, cirrosi epatica: cautela nella somministrazione di prednisone a pazienti affetti da tali patologie in quanto la risposta ai corticosteroidi può essere aumentata.
Insufficienza cardiaca congestizia e ipertensione: poiché i corticosteroidi possono indurre ritenzione idrica con formazione di edemi, la somministrazione di prednisone a pazienti con insufficienza cardiaca o ipertensione richiede cautela.
Osteoporosi: la somministrazione di corticosteroidi, in particolare a dosaggi elevati e/o per tempi prolungati, può indurre perdita di massa ossea con un aumento del rischio di frattura. Valutare, sulla base del dosaggio e della durata del trattamento, la necessità di un monitoraggio periodico della densità ossea, tramite esame radiografico della colonna vertebrale. Alcuni autori raccomandano nei pazienti in terapia corticosteroidea superiore a 3 mesi, per la prevenzione dell'osteoporosi, oltre alla supplementazione di calcio, vitamina D, dieta proteica e regolare esercizio fisico, l'uso di bifosfonati o di analoghi dell'ormone paratiroideo nei pazienti con rischio elevato di frattura ossea.
Fenobarbitale, fenitoina (difenilidantoina), rifampicina, efedrina: in associazione a questi farmaci potrebbe essere necessario aumentare la dose di mantenimento del prednisone.
Eritromicina, troleandomicina, estrogeni: in associazione a questi farmaci potrebbe essere necessario una riduzione della dose di prednisone.
Amfotericina B, diuretici tiazidici, furosemide, acido etacrinico: in associazione a prednisone monitorare i livelli di kaliemia. In caso di terapia contemporanea con amfotericina B monitorare il paziente anche per eventuali disfunzioni cardiache.
Antidiabetici: monitorare gli effetti ipoglicemizzanti dei farmaci antidiabetici all'inizio, durante e alla sospensione della terapia con corticosteroidi.
Stress: poiché in condizioni di stress (malattie gravi, traumi, interventi chirurgici) l'organismo aumenta fisiologicamente il rilascio di ormoni corticosurrenalici, potrebbe essere necessario aumentare la dose di prednisone nei pazienti in terapia corticosteroidea o reintrodurre il farmaco in caso di terapia appena terminata.
Terapia anticoagulante: monitorare il tempo di protrombina nei pazienti che ricevono corticosteroidi e anticoagulanti cumarinici contemporaneamente poiché i corticosteroidi potrebbero modificare la risposta del paziente agli anticoagulanti. Potrebbe essere necessario un aggiustamento della dose di anticoagulante all'inizio e alla sospensione del trattamento con prednisone.
Ipoprotrombinemia: nei pazienti con ipoprotrombinemia si raccomanda cautela nell'associare l'acido acetilsalicilico ai corticosteroidi.
Alterazioni psichiche: la terapia corticosteroidea può modificare lo stato d'animo del paziente accentuando i sintomi di euforia e/o di depressione, fino a depressione grave o psicosi. Questi effetti possono risultare particolarmente importanti se il paziente presenta disturbi psichici precedenti.
Pazienti affetti da patologie del tratto gastrointestinale (ulcera peptica, coliti ulcerative aspecifiche, diverticoliti): somministrare prednisone con cautela per il rischio di perforazione.
Pazienti in età pediatrica: è opportuno monitorare la crescita lineare nei bambini in terapia corticosteoidea.
Gravidanza e allattamento: la somministrazione di prednisone in gravidanza e durante l'allattamento è subordinata alla valutazione del rapporto rischio/beneficio. Il trattamento con corticosteroidi in gravidanza può indurre insufficienza surrenalica neonatale.
Doping: il prednisone rientra fra le sostanze considerate doping (“The 2007 prohibited list” redatta dalla World Anti-Doping Agency). Il suo utilizzo terapeutico (insufficienza surrenalica) in ambito sportivo agonistico richiede un'autorizzazione specifica.
Sovradosaggio: pericolo di psicosi da steroidi.